# Hybos tibetanus
Hybos tibetanus är en tvåvingeart som beskrevs av Yang 1987. Hybos tibetanus ingår i släktet Hybos och familjen puckeldansflugor. Inga underarter finns listade i Catalogue of Life.